# Nachal Maharal
Nachal Maharal (hebrejsky: נחל מהר"ל, arabsky: Vádí Henu) je vádí v severním Izraeli, v pohoří Karmel.
Začíná v nadmořské výšce přes 400 metrů nad mořem, jižně od města Dalijat al-Karmel a západně od trasy lokální silnice 672. Odtud vádí směřuje k jihu skrz zalesněnou hornatou krajinu, po východních svazích hory Har Sumak. Pak se stáčí k západu a míjí tuto horu z jižní strany. U vrchu Giv'at Šana se vádí dotýká z jihu údolí Emek Maharal. Vede pak jižně od vesnice Kerem Maharal a vstupuje do úzkého údolí Bik'at Šir, jež z jihu obchází vrch Giv'at Šluchit. Zde podél toku vede lokální silnice 7021. Následuje vstup do pobřežní planiny u vesnice Crufa, kde je vádí svedeno do umělých vodotečí a zaústěno severně od vesnice ha-Bonim do Středozemního moře.